# Stefaniaplein

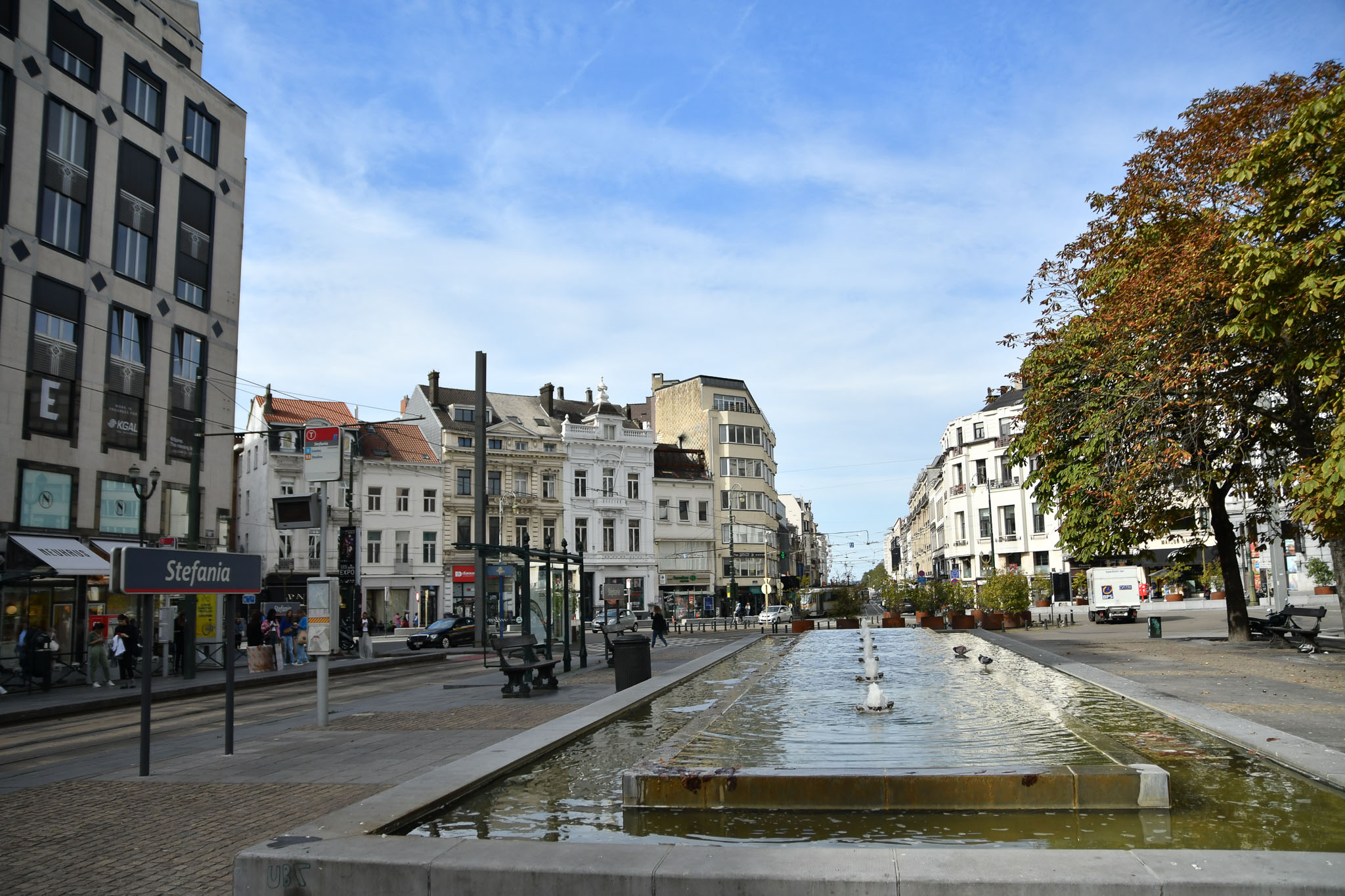
Het Stefaniaplein langs de Louizalaan richting het noorden

Het Stefaniaplein (Frans: Place Stéphanie) is een plein in de Belgische gemeenten Brussel en Elsene. Het Stefaniaplein is onderdeel van de Louizalaan die van de Kleine Ring en Vijfhoek van Brussel naar het Ter Kamerenbos loopt door de zuidelijke uitbreiding van Brussel. Onder het plein gaat de Stefaniatunnel door die komt van het Louizaplein. Tussen het Louizaplein en het Stefaniaplein wordt de flessenhals genoemd: het stuk laan van de Louizalaan dat op z'n smalst is.
Op het plein bevindt zich de tramhalte Stefania.
Het plein isvernoemd naar Stefanie van België, de tweede dochter van Leopold II van België.

## Geschiedenis
In 1839 verkregen projectontwikkelaars toestemming om een nieuwe wijk aan te leggen ten zuiden van de Brusselse Vijfhoek. Deze wijk kwam te liggen op het grondgebied van de gemeenten Sint-Gillis en Elsene.
In 1840 werd het stuk van de flessenhals van de Louizalaan aangelegd.
Per Koninklijk Besluit van 21 april 1864 werd de Louizalaan, inclusief het Stefaniaplein, en het Ter Kamerenbos toegevoegd aan de stad Brussel.
Tot de jaren 1970 werd het de Koninklijke Prinsstraat genoemd. Later werd ook Stefaniastraat gebruikt om het hier aan te duiden.
Op 16 april 1875 besloot de gemeenteraad van Brussel om het plein het Stefaniaplein te noemen.

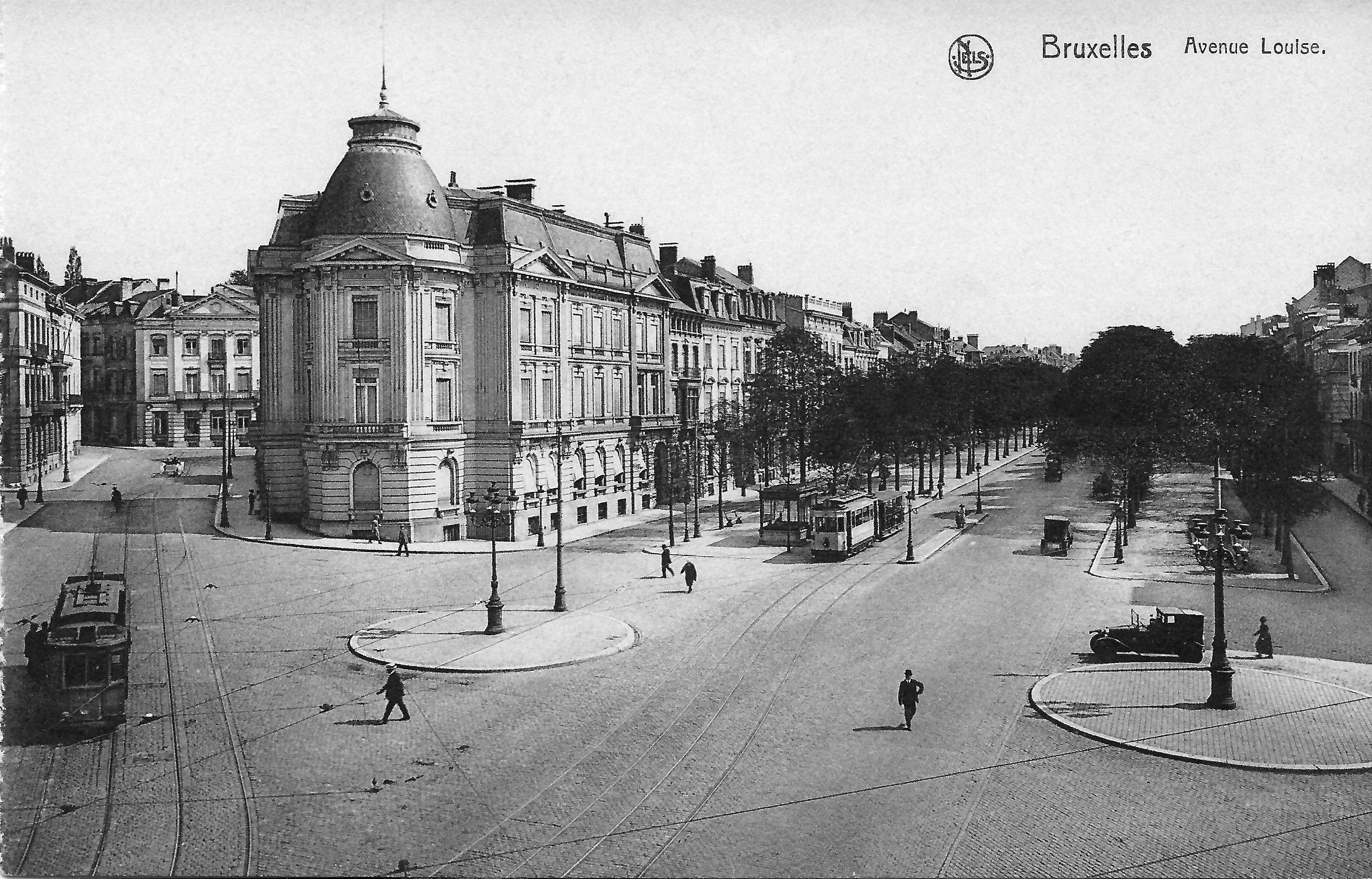
Het hoekpaviljoen aan de linkerkant van de Louizalaan in 1920
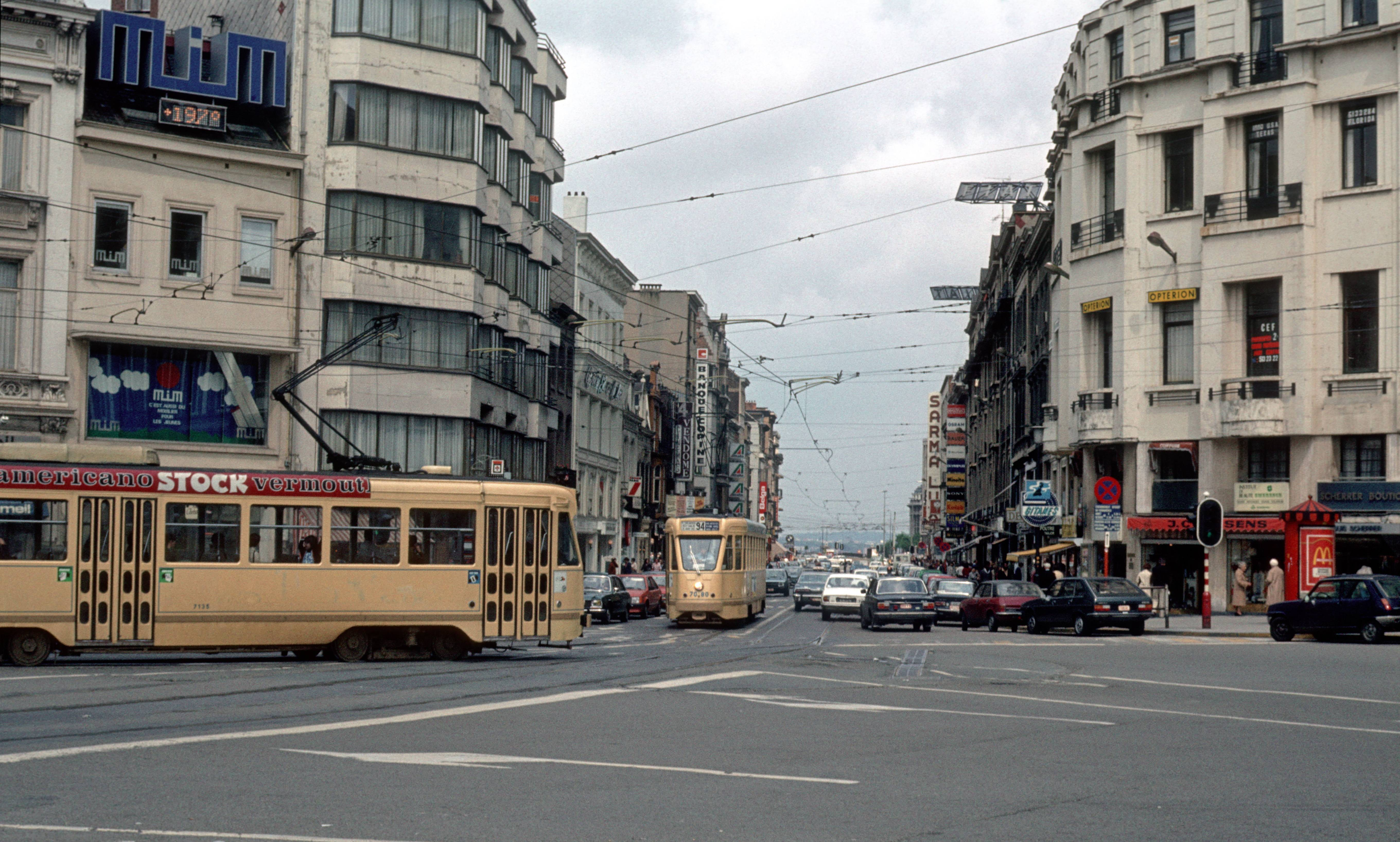
Vanaf het Stefaniaplein kijkende richting het Louizaplein in 1980
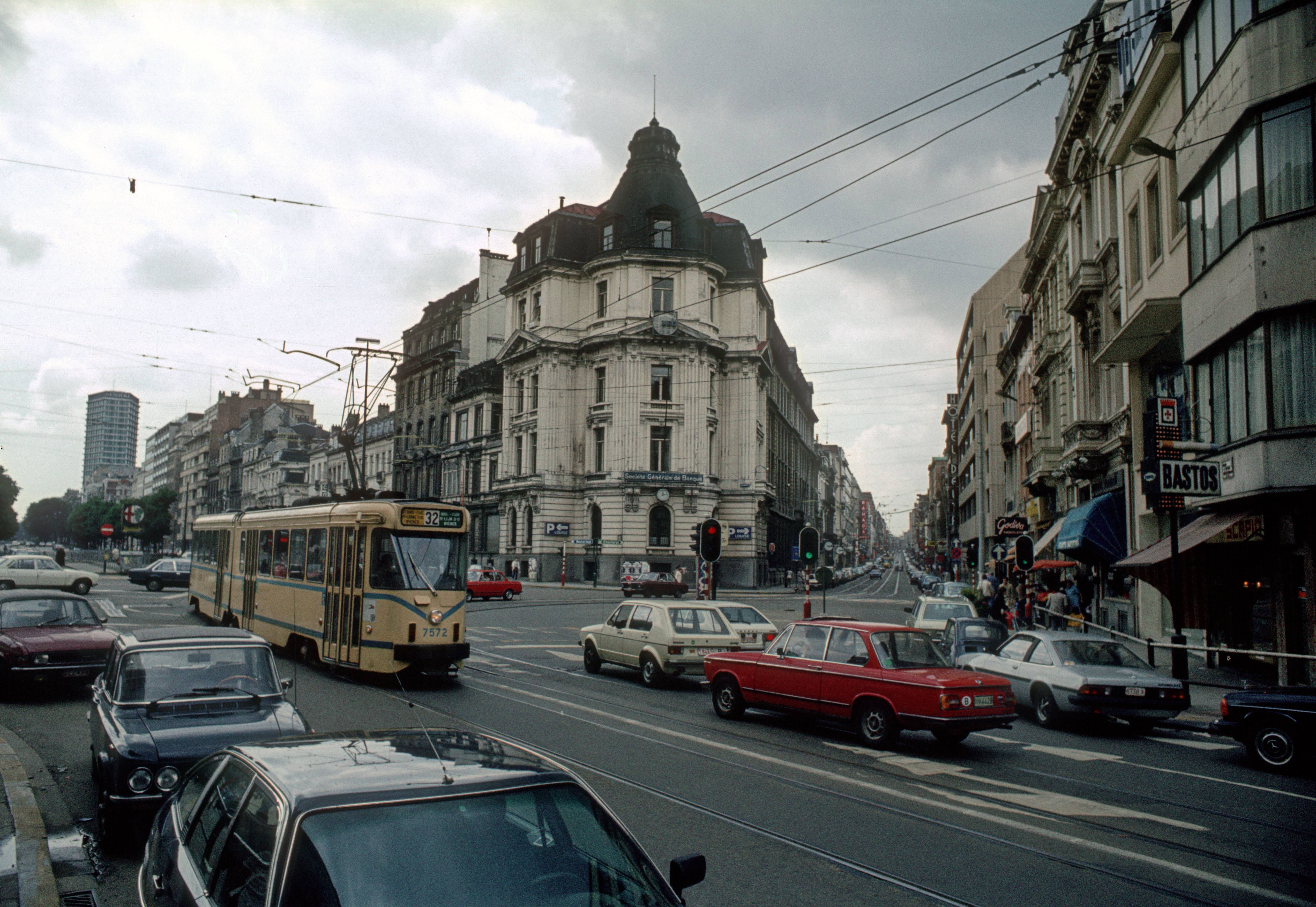
Het rechter paviljoen in 1980